# University of Oregon
University of Oregon är ett offentligt forskningsuniversitet i Eugene i Oregon. Lärosätet grundades 1876 och universitetets campusområde ligger längs floden Willamette River.

## Personer med koppling till universitetet

### Nobelpristagare
- William P. Murphy, 1934 (Fysiologi eller medicin)
- Walter H. Brattain, 1956 (Fysik)

### Kända alumner och forskare

#### Politik och samhälle
- Homer D. Angell, politiker, representanthusledamot
- Victor Atiyeh, politiker, guvernör
- Alexander G. Barry, politiker, senator
- Suzanne Bonamici, politiker, representanthusledamot
- Peter DeFazio, politiker, representanthusledamot
- Edwin Durno, politiker, representanthusledamot
- Harris Ellsworth, politiker, representanthusledamot
- Neil Goldschmidt, politiker, guvernör och USA:s transportminister
- Hilda Heine, politiker, Marshallöarnas president
- Robert D. Holmes, politiker, guvernör
- Leonard B. Jordan, politiker, guvernör och senator
- Tom McCall, politiker, guvernör
- Julius Meier, politiker, guvernör
- James W. Mott, politiker, representanthusledamot
- Frederick W. Mulkey, politiker, senator
- Maurine Neuberger, politiker, senator
- Richard L. Neuberger, politiker, senator
- Paul L. Patterson, politiker, guvernör
- William V. Roth, politiker, representanthusledamot och senator
- Paul Simon, politiker, representanthusledamot och senator
- Frederick Steiwer, politiker, senator
- Greg Walden, politiker, representanthusledamot
- James H. Weaver, politiker, representanthusledamot
- Ron Wyden, politiker, representanthusledamot och senator
- Ryan Zinke, politiker, representanthusledamot och USA:s inrikesminister

#### Underhållning och konst
- Ty Burrell, skådespelare
- Don Pedro Colley, skådespelare
- Donald Cook, skådespelare
- Sam Elliott, skådespelare
- Peter Hollens, musiker
- Ken Kesey, författare
- Marc Laidlaw, författare
- Glen Moore, musiker
- Kaitlin Olson, skådespelare
- Chuck Palahniuk, författare
- Carol Queen, författare
- James Read, skådespelare
- Rob Simonsen, musiker
- David Ogden Stiers, skådespelare
- Ralph Towner, musiker
- Lindsay Wagner, skådespelare